# Аеродром Шарџа
Међународни аеродром Шарџа (IATA: SHJ, ICAO: OMSJ) (арап. مطار دبي الدولي) је међународни аеродром града Шарџе у Уједињеним Арапским Емиратима. Аеродром је 13 km удаљен од града, а није далеко ни од много познатијег Дубаија - 40 km источно.
Кроз аеродром је 2018. године прошло близу 11 путника.
На аеродрому је седиште авио-компаније „Ер Арабија”, а авио-чвориште је за авио-компаније „Луфтханза Карго” и „Сингапур Ерлајнс Карго”.